# Riccardo Stacchiotti
Riccardo Stacchiotti (Recanati, 8 novembre 1991) è un ex ciclista su strada italiano, professionista dal 2014 al 2021. Nel 2015 ha disputato il suo primo Giro d'Italia e successivamente ottenuto le prime vittorie al Tour de Hokkaido.

## Palmarès
- 2008 (Juniores)[1]

Trofeo F.lli Vitali
Trofeo San Francesco
- 2009 (Juniores)[2]

Trofeo Zafan Calzature
- 2011 (SC Reda-Mokador)

Gran Premio Industria Commercio Artigianato di San Giovanni Valdarno
- 2015 (Nippo-Vini Fantini, tre vittorie)

1ª tappa Tour de Hokkaido (Asahikawa > Asahikawa)
3ª tappa Tour de Hokkaido (Takasu > Sapporo)
Classifica generale Tour de Hokkaido
- 2018  (MsTina-Focus, quattro vittorie)

3ª tappa Tour of Bihor (Oradea > Oradea)
4ª tappa Grande Prémio de Portugal N2 (Montargil > Aljustrel)
1ª tappa Volta a Portugal (Alcácer do Sal > Albufeira)
5ª tappa Volta a Portugal (Sabugal > Viseu)
- 2019  (Giotti Victoria-Palomar, due vittorie)

1ª tappa Giro di Sicilia (Catania > Milazzo)
4ª tappa Sibiu Cycling Tour (Sibiu > Sibiu)

### Altri successi
- 2009 (Juniores)[2]

1ª tappa Giro del Friuli (Passariano di Codroipo, cronosquadre)
- 2014 (Vini Fantini-Nippo)

Classifica scalatori Tour of Estonia
- 2018  (MsTina-Focus)

Classifica a punti Tour of Bihor
- 2019  (Giotti Victoria-Palomar)

Classifica a punti Ronde de l'Oise
Classifica a punti Sibiu Cycling Tour

## Piazzamenti

### Grandi Giri
- Giro d'Italia

2015: 152º
2016: 155º

### Classiche monumento
- Giro di Lombardia

2021: ritirato